# 梅嫩德斯·佩拉约国际大学
梅嫩德斯·佩拉约国际大学（西班牙語：Universidad Internacional Menéndez Pelayo，缩写UIMP）是一所总部位于西班牙马德里的公立大学，在西班牙许多城市设有分校。
该大学以西班牙著名学者马塞利诺·梅嫩德斯·佩拉约命名，其建校历史可以追溯到成立于1932年的暑期学校。它目前是西班牙教育部下属的一个自治机构，自身定位为“用于文化交流的高等学术中心”。

## 历史

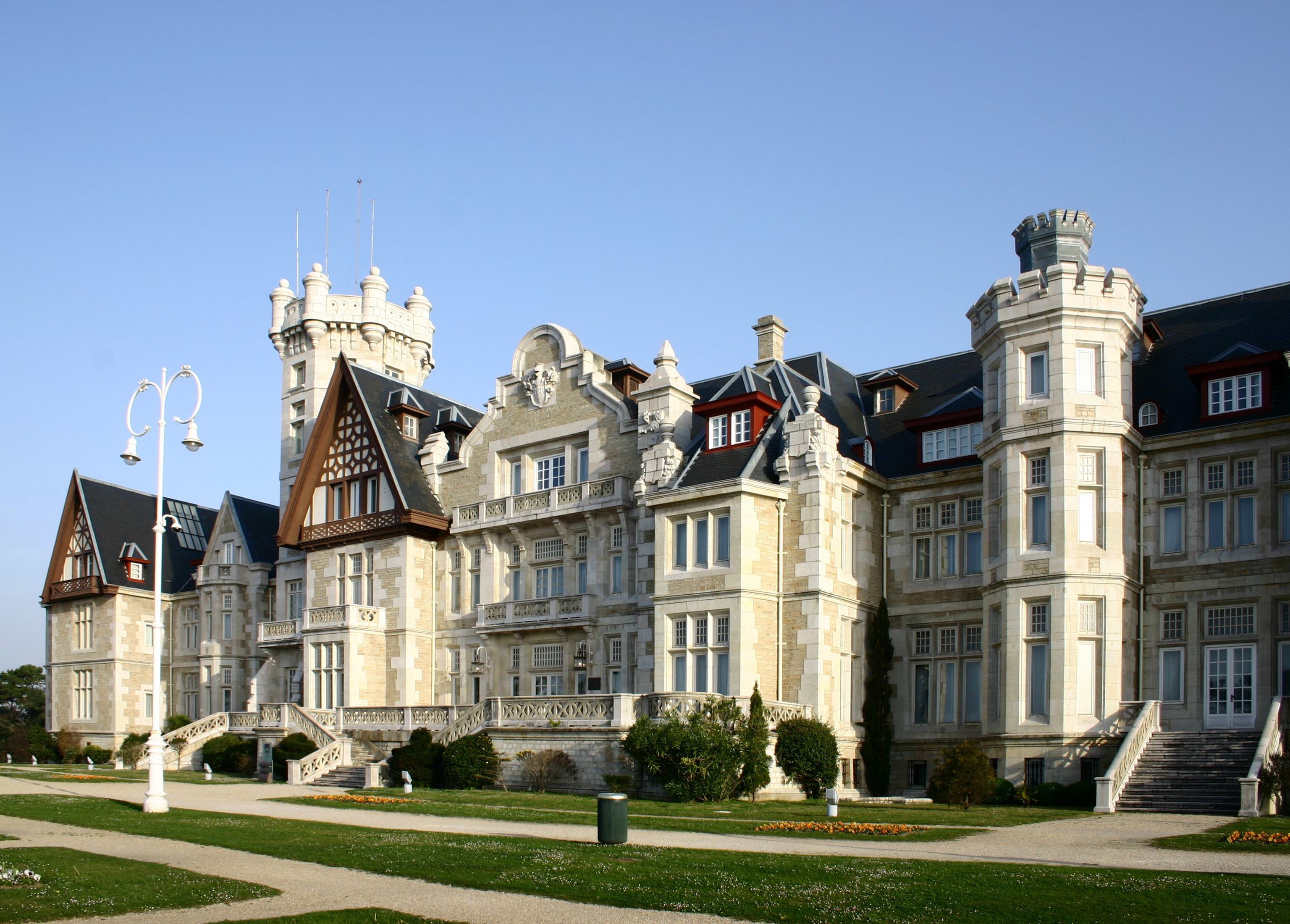
馬格達萊納宮

1932年8月，西班牙第二共和国政府颁布法令，设立桑坦德国际暑期大学。总部设在馬格達萊納宮，这是阿方索十三世国王在1913年至1930年用作夏宫的地方，最早是由桑坦德市议会送给西班牙王室的财产。建校之初的首任校长是历史学者拉蒙·梅嫩德斯·皮达尔，1934年至1936年的第二任校长是物理学者布拉斯·卡夫雷拉·费利佩。1933年至1936年夏，该校主要开设西班牙语及西班牙文学课程，面向外国学生。同时也开设医学研究生阶段课程。
1936年内战爆发后，该校的教学活动随即中止。直到1945年11月，佛朗哥政府才通过政令官方承认了该大学，并命名为梅嫩德斯·佩拉约国际大学。1949年夏，学校在巴塞罗纳伯爵胡安·德·波旁的资助下重新移回馬格達萊納宮，开始了教学活动。
1983年，学校将总部迁至首都马德里。

## 学习
梅嫩德斯·佩拉约国际大学作为学术交流中心，主要与各地政府以及其他研究机构合作，提供硕士学位。
- 与拉科鲁尼亚大学等机构合作的“翻译与新技术：软件与多媒体产品”硕士培养项目
- 与薛萬提斯學院合作的“西班牙语外语教学”项目
- 与西班牙高等科学研究理事会合作的“燃料电池和氢等可再生能源”项目
- 与CEMFI商学院提供的“经济与金融”项目
- 与其他公立大学合作的“当代史”项目
- 与马德里政治与宪法学研究中心提供的“宪法学”项目
- 与西班牙人工智能协会合作的“人工智能”项目。

## 历任校长
- 拉蒙·梅嫩德斯·皮达尔: 1933-1934.
- 布拉斯·卡夫雷拉·费利佩: 1934-1936.
- 希里亚科·皮里斯·布斯塔曼特: 1947-1968.
- 佛罗伦蒂诺·佩雷斯·恩比德: 1968-1974.
- 弗朗西斯科·因杜拉因: 1974-1980.
- 劳尔·莫罗多: 1980-1983.
- 圣地亚哥·罗尔丹: 1983-1989.
- 恩内斯特·柳奇: 1989-1995.
- 何塞·路易斯·加西亚·德尔加多: 1995-2005.
- 卢西亚诺·帕雷霍: 2005-2006.
- 萨尔瓦多·奥尔多涅斯: 2006-2013.
- 塞萨尔·农韦拉: 2013–2017
- 埃米略·洛拉-塔马约: 2017- 2018.
- 玛丽亚·卢斯·莫兰·卡尔沃-索特洛: 2018- .

## 奖项
1987年，在西班牙裔墨西哥籍企业家费雷尔的赞助下，该大学设立了梅嫩德斯·佩拉约国际奖。旨在表彰那些发扬马塞利诺·梅嫩德斯·佩拉约的人文主义学术精神，在文学或科学领域取得突出贡献的优秀学者。获奖对象限定为西班牙语国家和葡萄牙语国家公民。

## 图片

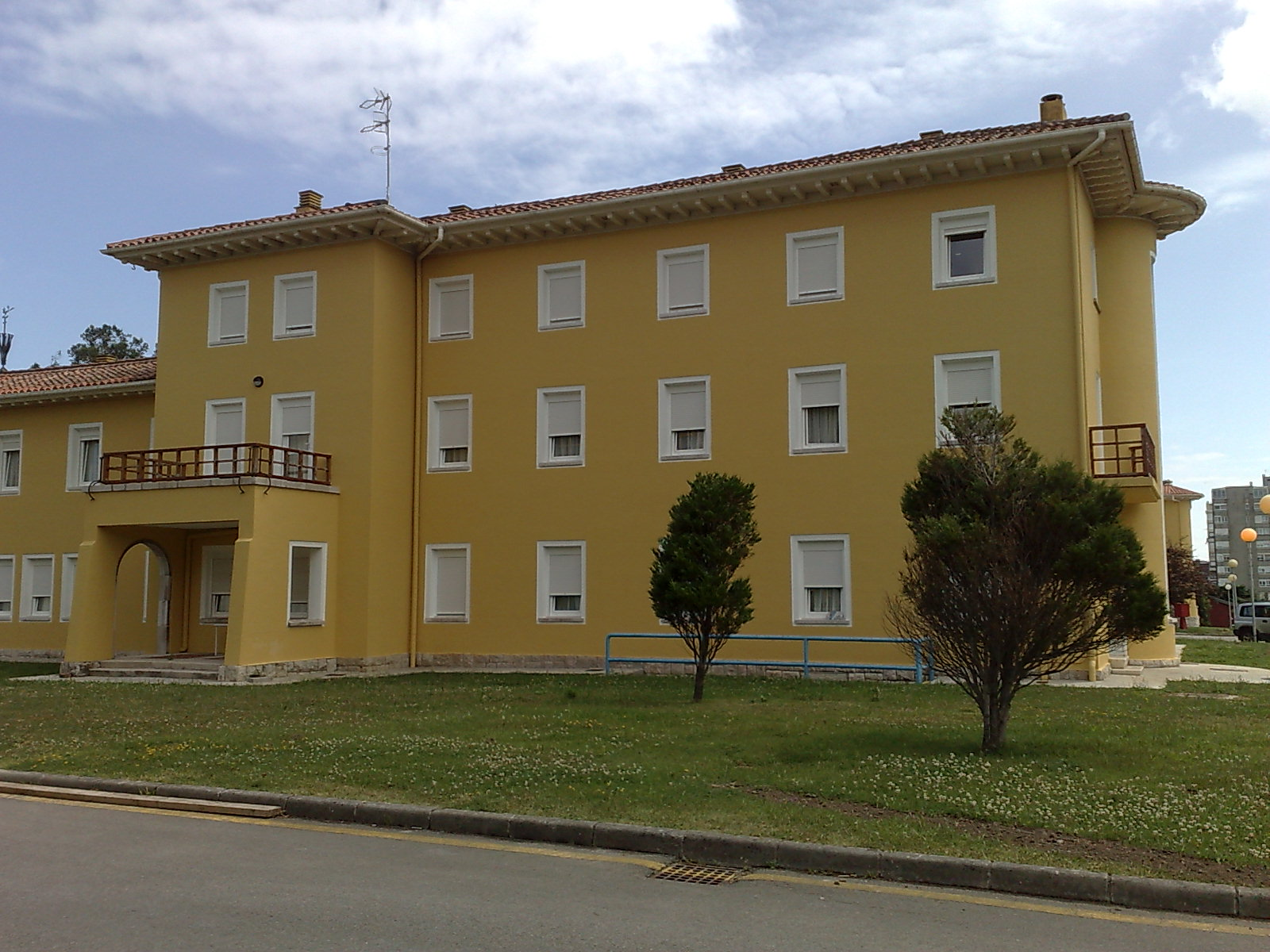
拉斯利亚马斯校区
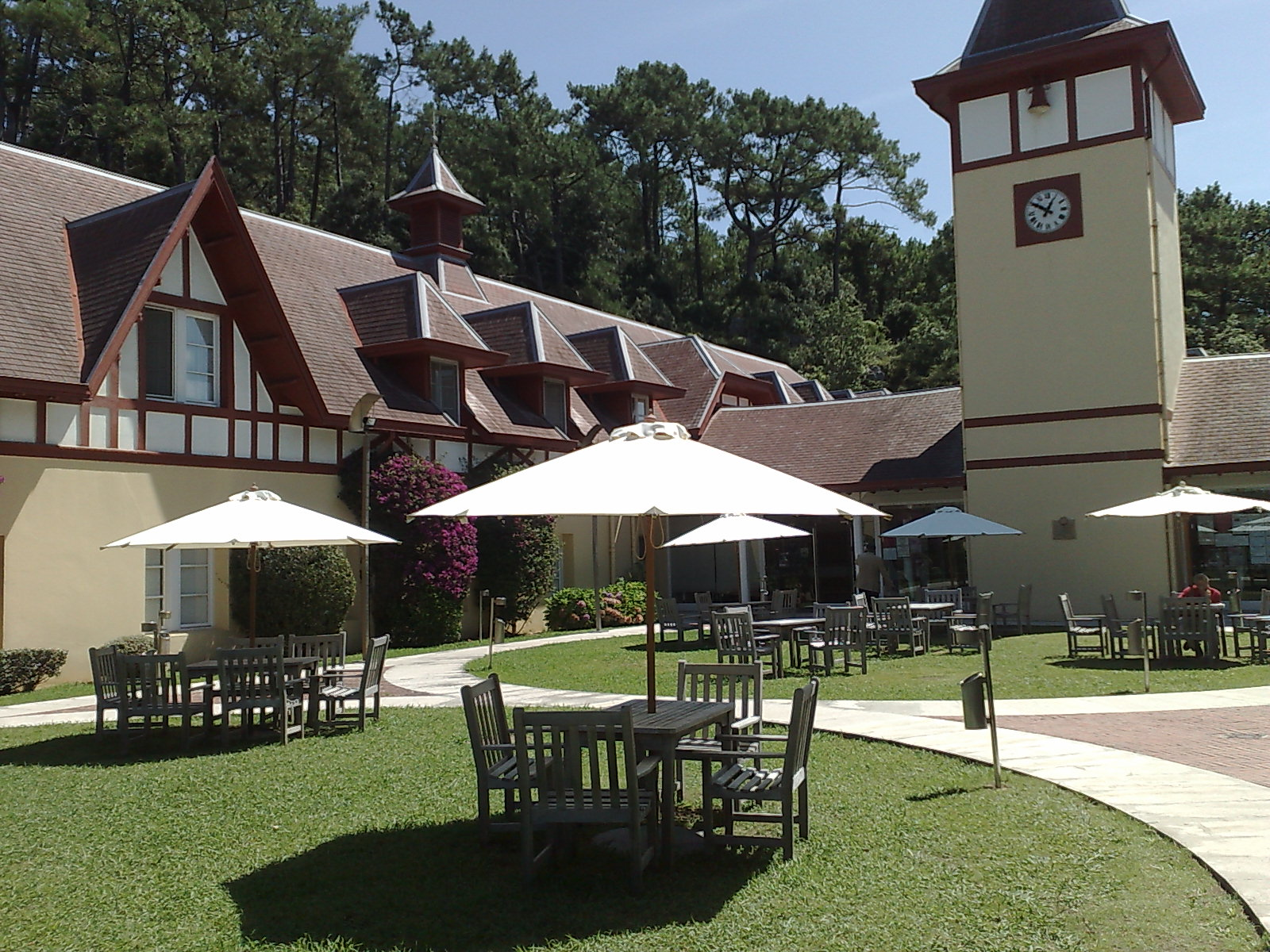
休憩地
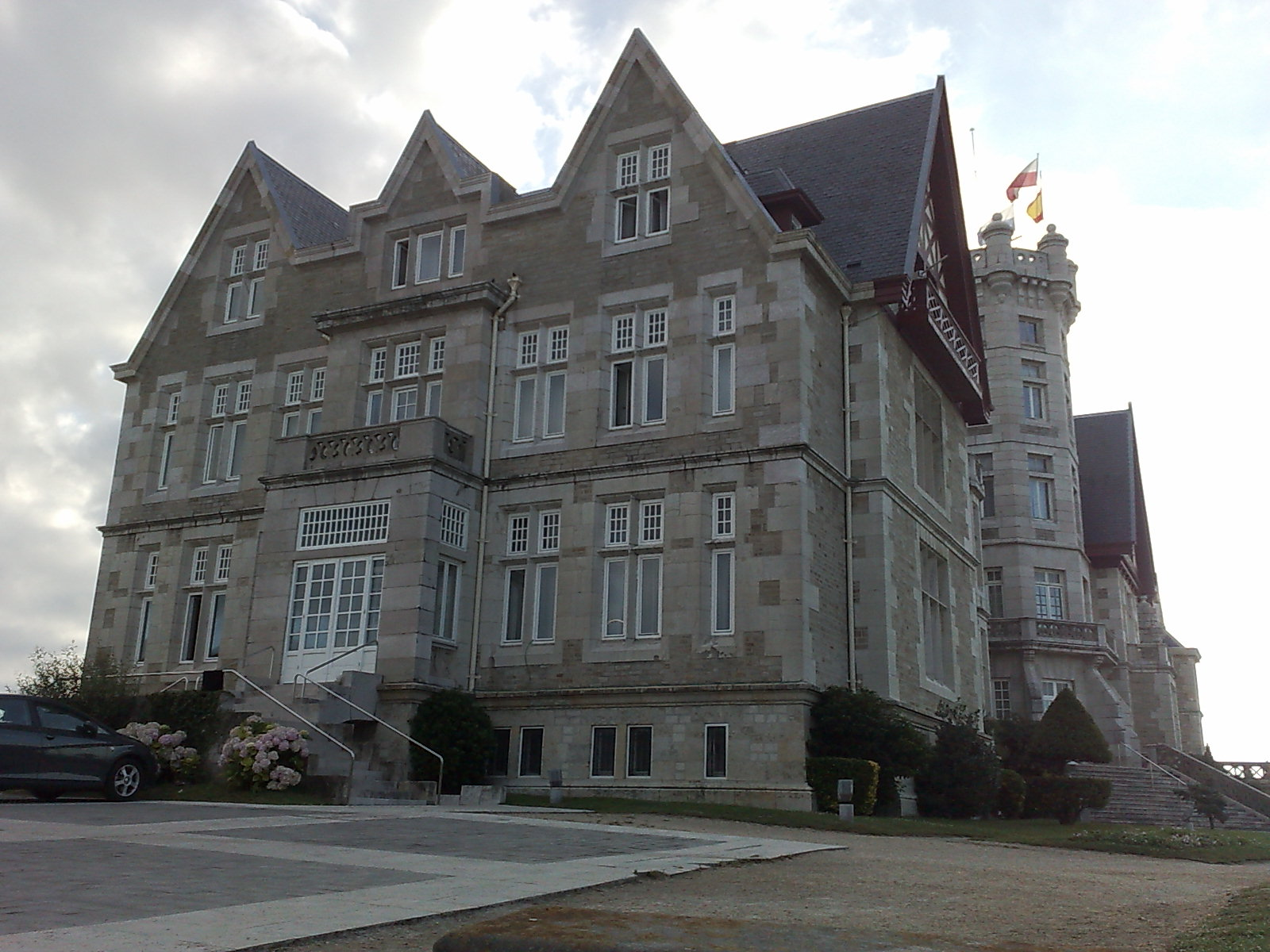
馬格達萊納宮
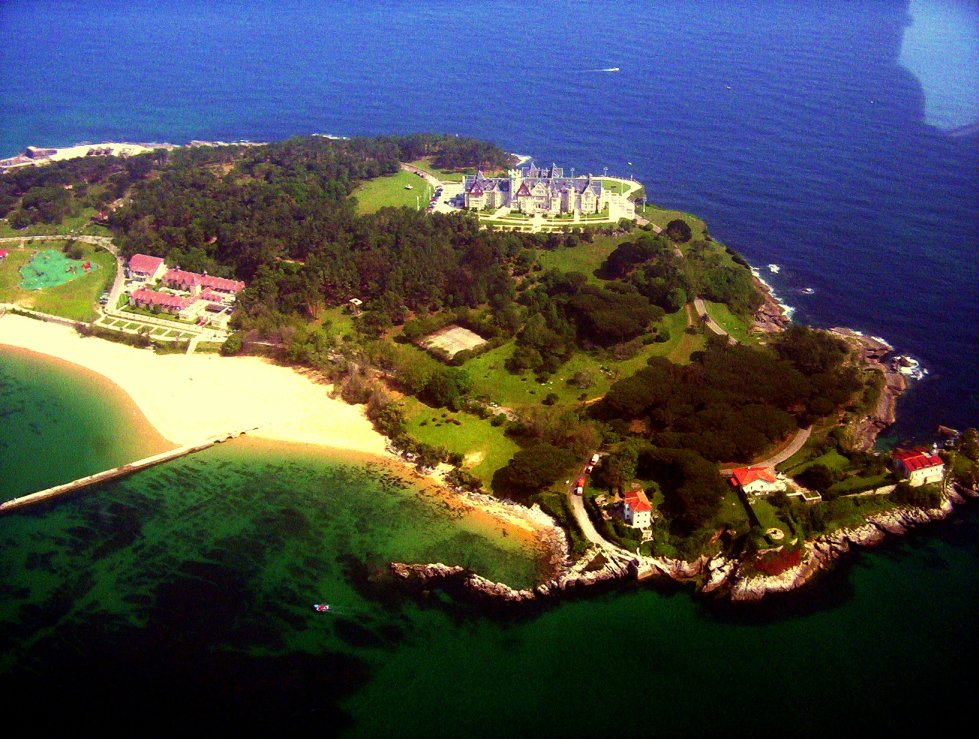
马格达莱纳半岛